# Dialeurodes maculipennis
Dialeurodes maculipennis là một loài côn trùng cánh nửa trong họ Aleyrodidae, phân họ Aleyrodinae.
Dialeurodes maculipennis được Bondar miêu tả khoa học đầu tiên năm 1923.